# Gāgarwās
Gāgarwās är en ort i Indien.   Den ligger i distriktet Chūru och delstaten Rajasthan, i den norra delen av landet, 170 km väster om huvudstaden New Delhi. Gāgarwās ligger 244 meter över havet och antalet invånare är 2 500.
Terrängen runt Gāgarwās är mycket platt, och sluttar norrut. Runt Gāgarwās är det ganska tätbefolkat, med 166 invånare per kvadratkilometer. Närmaste större samhälle är Rājgarh, 13,1 km väster om Gāgarwās. Trakten runt Gāgarwās består till största delen av jordbruksmark.